# كيمبرلي كوين (ممثلة)
كيمبرلي كوين (بالإنجليزية: Kimberly Quinn)‏ هي منتجة أفلام وكاتبة سيناريو وممثلة أمريكية، ولدت في القرن العشرين.

## أعمال

### أفلام
- (2014) القديس فينسنت[3][4]
- (2016) شخصيات مخفية[5][6][7]

### مسلسلات
- كولد كيس
- ملفوف
- هاوس

## وصلات خارجية
- كيمبرلي كوين على موقع IMDb (الإنجليزية)
- كيمبرلي كوين على موقع ألو سيني (الفرنسية)
- كيمبرلي كوين على موقع أول موفي (الإنجليزية)
- كيمبرلي كوين على موقع قاعدة بيانات الفيلم (الإنجليزية)
- كيمبرلي كوين على موقع كينوبويسك (الروسية)